# Copelatus gardineri
Copelatus gardineri is een keversoort uit de familie waterroofkevers (Dytiscidae). De wetenschappelijke naam van de soort is voor het eerst geldig gepubliceerd in 1912 door Scott.